# Gaël Leforestier
Pour les articles homonymes, voir Maxime Le Forestier et Catherine Le Forestier.
 (septembre 2023).
Si vous disposez d'ouvrages ou d'articles de référence ou si vous connaissez des sites web de qualité traitant du thème abordé ici, merci de compléter l'article en donnant les références utiles à sa vérifiabilité et en les liant à la section « Notes et références ».
Gaël Leforestier, né le 28 mai 1975 en France, est un animateur de télévision et de radio, chroniqueur, scénariste et réalisateur français.
De 1994 jusqu'au début des années 2010, il anime plusieurs émissions dans le groupe France Télévisions, sur M6 et sur la TNT avant de se tourner principalement vers la réalisation de documentaires, téléfilms et séries télévisées.

## Biographie

### Carrière d'animateur
Gaël Leforestier commence sa carrière en obtenant l’avance sur recettes CNC à l’âge de 15 ans pour un court-métrage qu’il réalise l’année suivante, STOP (7’ – 35mm), avec Robinson Stévenin dans le rôle principal. Le film est primé dans plusieurs festivals.
Après l'obtention de son bac littéraire en 1994, il est repéré par Michel Drucker qui quitte TF1 pour revenir sur la deuxième chaîne. Leforestier participe alors comme chroniqueur musical à l'émission de France 2 Studio Gabriel jusqu'en juin 1997, au côté de Laurence Ferrari, Benjamin Castaldi et Stéphane Bouillaud. Il anime le magazine En juin ça sera bien de septembre 1998 à 2000 sur La Cinquième (aujourd’hui France 5).
Après avoir co-animé avec Pierre Palmade une soirée exceptionnelle les Ithèmes sur la chaîne du câble RTL9, il poursuit sa carrière à la fois sur M6 avec Plus vite que la musique dont il reprend les rênes pendant un an et sur la chaîne Téva avec l'émission Sexe in the TV créée en 2001.
Gaël fait ensuite un passage éclair sur TF1 pendant l'été 2001, où il anime l'émission Unique en son genre le dimanche en deuxième partie de soirée.
L’année suivante, il retrouve France 2, où il anime, le temps d’un été, l’émission Comme on s’aime produite par Mireille Dumas. Puis il reste trois années sur la chaîne, où il anime plusieurs programmes. Tout d'abord, On est comme on est en deuxième partie de soirée. À partir de septembre 2003, il présente à 18h05, le divertissement Qu’est-ce qui se passe quand ? qui permet, grâce à des démonstrations sur le plateau, de répondre à des questions tout aussi sérieuses que loufoques. Cyril Hanouna fait partie de l'équipe de chroniqueur. En raison de faibles audiences, l’émission est supprimée au bout de deux mois et remplacée par la série Friends.
Il anime également des prime-time exceptionnels dont Le Code de la route avec Patrice Laffont, diffusés en 2003. Il coprésente également avec Patrice Laffont la soirée Climaction en faveur de l'environnement en juin 2003.
Dans le même temps, il découvre l’animation radio sur NRJ où il occupe la case quotidienne 21h-minuit pendant plusieurs mois, après une demi-saison comme intervenant régulier aux côtés de Laurent Ruquier sur Europe 1.
Jusqu’en 2012, il anime diverses émissions TNT comme En quête de nuit sur TMC, In live With sur Europe 2 TV, Vertigo sur Jimmy, Monte le son sur France 4 entre autres.
Par ailleurs, il a participé trois fois à Fort Boyard : en 1996, 2003 (capitaine de l'équipe) et 2012.

### Passage derrière la caméra
La véritable passion reste toutefois le cinéma. En 2002, il part tourner un documentaire en Algérie et au Maroc pour la Gaumont, un documentaire intitulé Les mystères de l’Oued, distribué par Gaumont et multi-diffusé sur Canal+. Il réalise aussi un second court-métrage, Mission : Éthylique avec Vincent Desagnat et Omar Sy.
Durant les années 2010 il se consacre plus à l’écriture et travaille notamment sur les séries Soda (Calt Productions), Parents mode d'emploi (Elephant Story) et Les Lapins Crétins (Ubisoft).
Il est aussi le coauteur de La Grève des Femmes, film unitaire diffusé en 2011 sur TF1, et des deux téléfilms Soda (diffusés en 2014 et 2015 par M6).
En 2014, il réalise pour la télévision le programme court 4/3 avec Ahmed Sylla, Jhon Rachid et Audrey Pirault (France 4).
Il est aussi le coauteur avec Julien Leimdorfer de l’attraction 5D des Lapins Crétins au Futuroscope (prix de la meilleure attraction au monde aux Thea Awards 2014).
Gaël Leforestier est également réalisateur de films de publicité pour BETC (Rita Films), Publicis (Prodigious) ou encore TBWA (Caporal Films) : Parrott, Decathlon, Kellogg’s, Boursorama Banque, Garnier, Assurland, etc.
En attendant de réaliser son premier long-métrage cinéma, en cours d’écriture, il devient réalisateur pour Les Guignols en mars 2018.
Il réalise la série humoristique Comme des gosses diffusée sur M6 à 20h30, à partir de juillet 2022.